# Capricornis milneedwardsii
O serau continental ou serau chinês (nome científico: Capricornis milneedwardsii)(Serow em inglês)é uma espécie de animal do género Capricornis nativo da China e Sudeste da Ásia. O nome "serau continental" antigamente se referia ao Capricornis sumatraensis, que costumava ser o nome científico para todos os seraus do continente e de Sumatra, quando eles eram considerados parte da mesma espécie. Três espécies, posteriormente derivaram da divisão do Capricornis sumatraensis e este nome científico agora só se refere ao seraus de Sumatra e da Malásia.

## Características físicas
O seral continental possui pêlos de proteção sobre sua pelagem que são eriçados ou grosseiros e cobrem a camada de pêlo mais próxima de sua pele em graus variados. Tem uma juba que vai dos cornos até o meio do dorso do animal, entre as escápulas, cobrindo a pele. Os chifres são apenas uma característica dos machos e são de cor clara, com cerca de seis centímetros de comprimento, e curvam-se ligeiramente para as costas do animal. O serow continental é muito grande e tem sido conhecido por crescer por mais de seis pés de comprimento e três pés de altura no ombro, e um adulto normalmente pesa mais de 150 kg.

## Habitat e distribuição
O serow continental é encontrado no centro e sul da China, Vietnã, Camboja, Laos, Mianmar e Tailândia. A sua distribuição segue florestas montanhosas.
O serow continental habita colinas íngremes até uma altitude de 4.500 m. Ele prefere terreno rochoso, mas também é encontrado em florestas e áreas planas. Ele é capaz de nadar para pequenas ilhas. Esta espécie tem um nível moderado de tolerância à perturbação humana, e pode persistir bem em fragmentos de habitat e florestas secundárias, embora que as fazendas são evitadas.

## Comportamento
O serow continental é territorial e vive sozinho ou em pequenos grupos. Ele normalmente fica em uma área pequena, de apenas alguns quilômetros quadrados, onde ele pasta na grama, brotos e folhas ao longo de caminhos de terra batida. Ele marca seu território com fezes e marcações. É mais ativo ao amanhecer e ao entardecer, e passa o resto do dia na densa vegetação. 
O serow continental fêmea dá à luz um único filhote, normalmente, em setembro ou outubro. O período de gestação é de cerca de oito meses.